# Vlag van Staden
De vlag van Staden werd door de gemeenteraad op 20 september 1984 officieel vastgesteld als de gemeentelijke vlag van de West-Vlaamse gemeente Staden. Op 3 december 1984 werd hij door het Bestuur van Vlaanderen bevestigd en uiteindelijk gepubliceerd op 8 juli 1986 in het officiële Belgisch Staatsblad.
Officieel wordt de vlag beschreven als:
Rood met drie gele, blauw getongde leeuwegezichten.
De vlag is volledig gebaseerd op het gemeentewapen en ziet er dus helemaal hetzelfde uit.

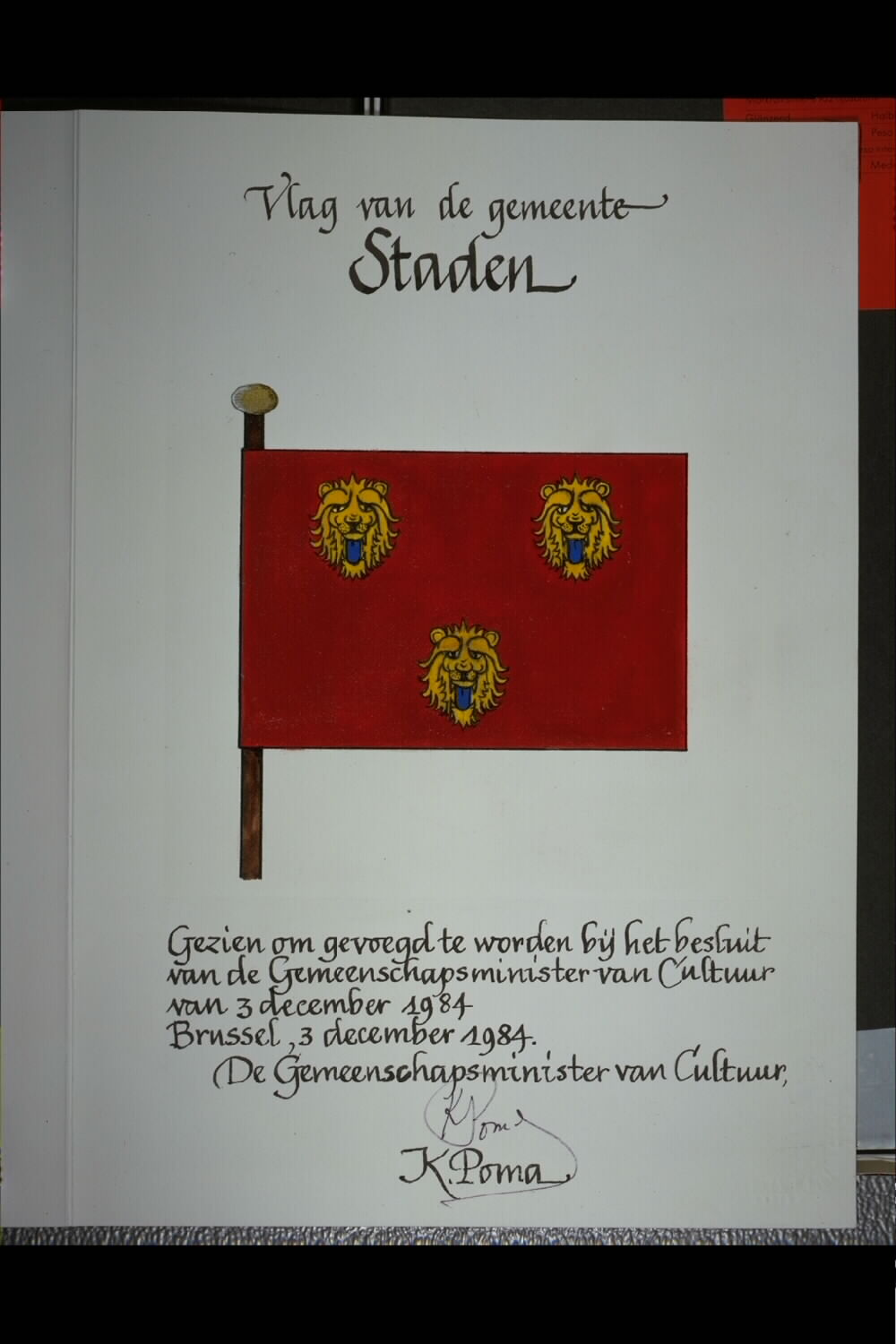
Ontwerp vlag getekend door Karel Poma